# Gare de Vittel
La gare de Vittel est une gare ferroviaire française de la ligne de Merrey à Hymont - Mattaincourt, située sur le territoire de la commune de Vittel, dans le département des Vosges, en région Grand Est.
C'est une gare de la Société nationale des chemins de fer français (SNCF), desservie par des trains régionaux du réseau TER Grand Est.

## Situation ferroviaire
Établie à 344 mètres d'altitude, la gare de Vittel est située au point kilométrique (PK) 68,689 de la ligne de Merrey à Hymont - Mattaincourt, entre les gares ouvertes de Contrexéville et d'Hymont - Mattaincourt. Vers Hymont, s'intercale les gares fermées de Haréville-sous-Montfort, Remoncourt, Rozerotte et Bazoilles-Devant-Hymont.

## Histoire
La rame TGV Sud-Est 75 est baptisée du nom de la ville depuis le 23 juin 1990.
Depuis décembre 2016, la gare n'était plus desservie par les trains TER (depuis Nancy) ; des autocars de substitution ont alors été mis en place. La desserte ferroviaire est toutefois restaurée le 5 avril 2019, cette fois-ci par le biais d'une liaison Paris – Vittel ; cela permet de recréer le « train des Eaux », qui avait été supprimé en 2002.

## Fréquentation
De 2015 à 2024, selon les estimations de la SNCF, la fréquentation annuelle de la gare s'élève aux nombres indiqués dans le tableau ci-dessous.
| Année     | 2015   | 2016   | 2017   | 2018   | 2019   | 2020   | 2021   | 2022   | 2023   | 2024   |
| --------- | ------ | ------ | ------ | ------ | ------ | ------ | ------ | ------ | ------ | ------ |
| Voyageurs | 66 226 | 68 356 | 59 880 | 53 873 | 53 800 | 42 037 | 56 699 | 75 092 | 80 786 | 74 630 |

## Service des voyageurs

### Accueil
C'est une gare SNCF qui dispose d'un bâtiment voyageurs, avec guichet, ouvert tous les jours. Elle est équipée d'automates pour l'achat de titres de transport TER.

### Desserte
Vittel est une gare du réseau TER Grand Est, desservie par des trains en provenance et à destination de Paris-Est via Contrexéville, circulant les vendredis, dimanches et jours fériés.

### Intermodalité
Un parking est aménagé à ses abords.
La gare est desservie par des autocars du réseau TER Grand Est, depuis ou vers Neufchâteau, Épinal, Contrexéville et Nancy. À cela s'ajoutent ceux du réseau interurbain Connex Vosges (lignes 9 et 47).

## Service du fret
La gare est ouverte au service du fret. Captrain France dispose de bureaux dans le bâtiment annexe de la gare.

## Patrimoine ferroviaire
Bâti en 1926 d'après les plans de l'ingénieur M. Burnaut, l’actuel bâtiment voyageurs, ses façades, toitures, marquise ainsi que les intérieurs, dont le hall, font l’objet d’une inscription à l'inventaire supplémentaire des monuments historiques à partir du 22 novembre 1990.
Le bâtiment d'origine, du plan type standard « Est » pour les gares de moyenne importance, était initialement identique à celui de la gare de Contrexéville (également remplacé dans les années 1920), avec un corps central à trois ouvertures espacées sous un toit à deux pans transversal, encadré par deux ailes basses de quatre travées. Une extension de trois travées a par la suite été ajoutée à sa gauche.
L'office de tourisme de Vittel occupe une partie du bâtiment voyageurs.